# Torpedo (Comic)
Torpedo oder Torpedo 1936 ist ein spanischer Comic. Er wurde von Enrique Sánchez Abulí geschrieben und ursprünglich von Alex Toth gezeichnet, der nach zwei achtseitigen Episoden von Jordi Bernet abgelöst wurde. Die Comics handeln von Luca Torelli, genannt Torpedo, einem Auftragsmörder im Kontext der Großen Depression und den Bandenkriegen der 1930er Jahre in New York. Seit 1981 sind 15 Alben erschienen.

## Rahmenhandlung
In der nicht chronologisch dargestellten Rahmenhandlung emigriert Luca Torelli als jugendliche Vollwaise von Italien nach New York und gerät dort in Kontakt mit kriminellen Banden. Im Laufe der Zeit etabliert er sich als gefürchteter Auftragsmörder, der unter dem Namen Torpedo bekannt ist. Sein Gehilfe ist Rascal, ein etwas einfältiger Ganove, der ursprünglich Torelli umbringen sollte, das aber nicht geschafft hat und am Leben gelassen wurde.

## Bedeutung
Torpedo, laut Franco Fossati in Das grosse illustrierte Ehapa-Comic-Lexikon eine „überaus interessante Figur“, wurde 1986 auf dem Festival International de la Bande Dessinée d’Angoulême mit dem Preis für den besten ausländischen Comic ausgezeichnet. Andreas C. Knigge lobt die Arbeiten von Jordi Bernet, der Torpedo „in einem leichten, aber dennoch Authentizität verpflichteten Stil zu einem Meisterwerk der Crime-Comics machte“.